# Biofisica

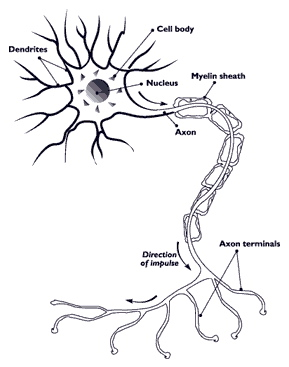
Disegno di un neurone

La biofisica è una branca della biologia e della fisica dedita allo studio dei problemi biologici con metodi tradizionalmente utilizzati nelle scienze fisiche. La biofisica combacia parzialmente e si sovrappone con campi quali biologia molecolare, biochimica, fisiologia, chimica fisica, biomeccanica e biologia computazionale.
Il termine biofisica è anche regolarmente utilizzato in accademia per riferirsi allo studio delle grandezze fisiche (come corrente elettrica, temperatura, stress, entropia) nei sistemi biologici, oggetto di studio, per definizione, della fisiologia.

## Descrizione
Termine di connotazione può essere individuato esaminando gli argomenti che questa disciplina ha di fatto affrontato: il raggiungimento del livello molecolare nello studio di molti meccanismi biologici è alla base di quella che viene chiamata biofisica molecolare, che si occupa in particolare della struttura delle molecole di interesse biologico.
In questo senso viene usata anche l'espressione "biologia molecolare" che è però più utilizzata per lo studio della struttura delle macromolecole biologiche ed in particolare proteine ed acidi nucleici. La biofisica si è appoggiata nel suo cammino anche alla meccanica quantistica per lo studio dell'interazione tra molecole ed onde elettromagnetiche ed alla termodinamica, specialmente quella dei processi irreversibili o di non equilibrio, che permette lo studio di sistemi biologici che scambiano materia ed energia con l'esterno e nei quali continuamente si svolgono processi irreversibili.
La biofisica si è occupata anche delle strutture e delle funzioni dei vari organuli presenti nelle cellule, ed in particolare quelli che costituiscono l'impianto energetico come cloroplasti e mitocondri. Importanti ricerche biofisiche sono state condotte anche sulle membrane biologiche riguardo ai problemi di permeabilità e concentrazione di sostanze ioniche e non ioniche, ma soprattutto in merito al trasporto attivo ovvero la capacità delle membrane di pompare attivamente, pertanto con consumo di energia, sostanze da zone di scarsa concentrazione a zone di alta concentrazione.

### Gli studi biofisici per la comprensione del sistema nervoso
Lo studio della conduzione dello stimolo nervoso attraverso le membrane sono un primo passo per la comprensioni delle attività del sistema nervoso: i biofisici affrontano il problema anche considerando le reti nervose come reti logiche, studiandone i modi di codificazione, di trasmissione e di elaborazione dell'informazione, contribuendo così ai progressi nel campo delle reti neurali. Ma la biofisica studia anche le strutture dove l'informazione ha origine, come l'occhio, l'orecchio, ecc., nonché la contrazione muscolare, la meccanica che origina la ventilazione polmonare. La base fisica che si individua in moltissimi meccanismi biologici e la conseguente possibilità di controllarne il funzionamento con l'ausilio della tecnologia a disposizione, ha permesso conquiste come la bioingegneria che è oramai elemento irrinunciabile per il progresso della medicina e delle scienze moderne come la bionica (teoria delle scienze umane).